# Diyar
Hozan Diyar (* 1. Dezember 1966 in Mazgirt, Provinz Tunceli) ist ein kurdischer Sänger.

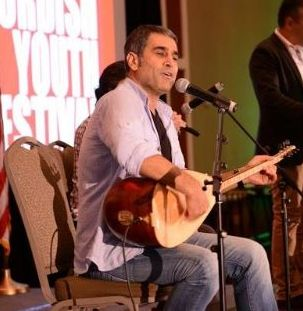
Diyar (2014)

## Leben und Karriere
Hozan Diyar wurde am 1. Dezember 1966 im Bezirk Mazgirt der Provinz Tunceli in der Region Ostanatolien in der Türkei geboren. Seine Ausbildung schloss er in Bingöl und Elazığ ab. Nach einiger Zeit kam er aus der Türkei nach Deutschland.
Er begann seine Karriere bei der Musikgruppe Koma Berxwedan und nimmt seit den 1990er Jahren Soloalben auf.
Frühere Werke von Diyar waren eher von kämpferischen Polittexten geprägt, wie zum Beispiel sein bekanntestes Lied Biz Apo’ya söz vermişiz, seine jüngsten Alben sind jedoch eher der Popmusik zuzurechnen. Dieses Lied singt er auf Türkisch, die meisten seiner Stücke sind jedoch auf Kurdisch.
Nach langen Jahren des Exils in Europa konnte er 2004 erstmals in der Osttürkei auftreten, wo er eine Reihe von sehr erfolgreichen Konzerten gab. 
Hozan Diyar ist mit der Sängerin Deniz Deman verheiratet.

## Diskografie

### Alben
- 1992: Kerwan
- 1998: Cenga Jînê
- 2000: Wey Dínyayê
- 2001: Tina Rojê
- 2003: Gulê Neçe
- 2006: Oxir be Ugur
- 2008: Natirsim
- 2013: Dema Azadi
- 2015: Ax û Dayîk
- 2017: Kela Dimdimê

### Kollaborationen
- 2005: Kehniya Stranan (mit Xelîl Xemgîn)

### Singles (Auswahl)
- 2000: Wey Dínyayê
- 2000: Delala Min Megirî
- 2000: Gula Min
- 2001: Rindeka Dersîmî
- 2003: Sewê
- 2003: Zeynebê
- 2003: Hawar Pîro
- 2003: Gulê Neçe
- 2003: Keçê Dînê
- 2003: Yare
- 2005: Yar Meleke (mit Xelîl Xemgîn)
- 2013: Zu Were